# 山姆·克勞佛
山繆爾·厄爾·克勞佛（英語：Samuel Earl Crawford, 1880年4月18日—1968年6月15日），綽號「瓦胡山姆」（Wahoo Sam），身高183公分，體重86公斤。為美國職棒大聯盟的外野手，19年大聯盟生涯共效力過紅人與老虎隊。他保有大聯盟最多的生涯309支三壘安打紀錄，這項紀錄目前無人能夠打破。

## 職業生涯

### 辛辛那提紅人
1899年，19歲的克勞佛加入紅人隊。該年他出賽31場，打擊率3成07。隔年他出賽101場，敲出15支三壘安打與7支全壘打。
1901年，克勞佛成為大聯盟的強打者之一。打擊率3成30，另敲出16轟。其中他單季12支場內全壘打也豎下了大聯盟紀錄。1902年，克勞佛打擊率為3成33，22支三壘安打。

### 底特律老虎
1902年，當時美國聯盟常以高薪挖角國家聯盟的球員，也因此老虎隊將克勞佛交易過來，紅人則是得到3000美元。
1903年，克勞佛表現不俗，打擊率3成35，25支三壘安打為大聯盟最多。
1905年，未來的名人堂球星泰·柯布加入老虎隊。當時老虎隊陣中在擁有兩名強打者的情況下，1907年至1909年皆拿下美聯冠軍。然而他們卻連一次世界大賽冠軍都沒拿到，克勞佛在世界大賽的平均打擊率僅2成43，而柯布在1907年世界大賽的打擊率僅2成，1909年世界大賽的打擊率僅2成31。老虎隊也成為目前大聯盟唯一一支拿下3連亞的球隊。
1911年，克勞佛的打擊率3成78為生涯新高，他還敲出115分打點。1913年至1915年，他在老虎隊連續出賽472場比賽。1905年至1915年間，克勞佛多次在安打、打點、長打數、長打率等項目稱霸美聯。他拿下5次三壘安打王，其中1914年他擊出26支三壘安打為美聯紀錄。
1916年，未來的名人堂球星Harry Heilmann加入老虎隊。他的加入也壓縮到克勞佛的上場空間。該年克勞佛僅出賽78場，Heilmann出賽66場。
1917年，Heilmann已成為球隊的主力外野手，克勞佛淪為代打。在被限制出賽的情況下，克勞佛的打擊率僅1成73。球季結束後，克勞佛被球隊釋出，他也沒有再回到大聯盟。

### 生涯里程碑
他生涯擊出309支三壘安打仍是大聯盟紀錄，目前大聯盟還沒有第二位達成生涯300支三壘安打的選手。生涯51支場內全壘打為大聯盟史上第二多，僅次於傑西·柏基特的55支。
1905至1915年間，他多次在打點、長打數、長打率與壘打數等數據名列前茅。當時大聯盟使用了Gray Ink Test來評斷大聯盟選手的排名，克勞佛排名史上第9。總計他生涯2951支安打，生涯打擊率3成09。
曾在老虎隊執教2年的Ed Barrow說克勞佛是他看過最傑出的打者。和他同時期的選手Fielder Jones曾說他認為沒有任何球員能與克勞佛匹敵。
- Gray Ink Test是大聯盟透過球員生涯打擊或投球數據來給球員分數的一種數據。以打者來說，全壘打、打點與打擊率拿下一次聯盟前10名可以得4分，得分、安打與長打率則是得3分，二壘安打、保送與盜壘得2分，出賽場次、打數與三壘安打得1分。考量到數據完整性，只有退役球員才會進入排名當中。

### 與泰·柯布的競爭
克勞佛與柯布當了13年的隊友，他們分別在球隊擔任右外野手與中外野手。當時克勞佛的棒次常常排在柯布之後。
1905年，柯布加入老虎隊時，克勞佛常常會帶頭霸凌他。不過柯布隨即用實力來證明他是球隊裡最強的球員。後來老虎也靠著克勞佛和柯布兩位締造了美聯3連霸，克勞佛與柯布之間也變成了老師與學生的關係。當時柯布會教克勞佛盜壘的技巧，克勞佛會教柯布如何追逐飛球並刺殺跑者。柯布後來也說他會永遠記得克勞佛當初教會他的所有事情。
不過後來他們關係逐漸變差，因為柯布慢慢成為棒球界最強的球員，他也漸漸地不受隊友歡迎。柯布當時甚至會耍特權故意在春訓遲到，而克勞佛並沒有這項特權。克勞佛在後來的訪談回憶道，如果他一場比賽的安打數比柯布多，柯布就會生氣然後直接離開球場。1902年，Nap Lajoie以些微差距打敗柯布拿下打擊王，包含克勞佛在內的數名老虎球員甚至馬上給予Lajoie祝賀。
至於柯布，他認為克勞佛是出自於嫉妒而討厭他。柯布承認克勞佛是一名出色的選手，但是他想成為隊上表現最傑出的球員。而雖然兩人不常對談，不過他們在場上倒是很有默契。他們兩位球員常常在比賽中只透過眼神示意就發動雙盜壘。
在柯布去世之後，一名記者在柯布家中發現上百封的信件。這些信件都是柯布寫給一些有影響力的大人物的，信中內容也提到柯布希望克勞佛可以入選名人堂。

## 晚年
1968年5月26日，克勞佛因中風住院，並於兩週後去世，享壽88歲。1999年，The Sporting News將克勞佛評選為百大傑出棒球運動員的第84名。另外他還入選美國職棒大聯盟世紀球隊的最終決選名單。

## 外部連結
- 球員資訊和成績在MLB ，ESPN ，Retrosheet ，Baseball Reference ，Baseball Reference (Minors) ，Fangraphs ，The Baseball Cube （英文）
- 山姆·克勞佛在台灣棒球維基館上的頁面（繁體中文）